# Lophanthus michauxii
Lophanthus michauxii là một loài thực vật có hoa trong họ Hoa môi. Loài này được (Briq.) Levin mô tả khoa học đầu tiên năm 1941.